# Přelíc
Přelíc (voorheen: Přelice - Duits: Prelitz of Pschelietz) is een Tsjechische gemeente in de regio Midden-Bohemen en maakt deel uit van het district Kladno. Het dorp ligt op 9 km afstand van de stad Kladno en op 4 km afstand van Slaný.
Přelíc telt 389 inwoners (2023).

## Geografie
Přelíc ligt boven het punt waar de Drnecký- en Šternberskýbeek samenkomen, aan de westkant van de Praagse hoogvlakte.

## Geschiedenis
De eerste schriftelijke vermelding van het dorp dateert van 1352, maar enkele architecturale elementen van de dorpskerk wijzen erop dat de kerk en het dorp er al in de 13e eeuw waren, zo niet aan het einde van de 12e eeuw. De eerste bekende landheer is Onřej van Přelíce. Zijn ring bevat een schild met daarop drie klokken en de beschrijving S. andree de przielicz. Sinds 1928 maakt het zegel deel uit van de collectie van het museum in Klatovy. Het werd gemaakt bij zijn benoeming in 1352. In 1361 werd Stefanus van Přelíce als landheer genoemd. De laatste van deze familie was waarschijnlijk Lukáš van Přelíce, die in 1380 de scepter in Přelíce zwaaide.
In 1894 werd een heidense begraafplaats uit de prehistorie blootgelegd.
Sinds 1960 is Přelíc een zelfstandige gemeente binnen het district Kladno.

## Bezienswaardigheden
- Heilige Petrus- en Pauluskerk, voor het eerst vermeld in 1361 maar zeer waarschijnlijk ouder, herbouwd in de tweede helft van de 16e eeuw, rococo-altaar en meubilair uit de tweede helft van de 18e eeuw[5];
- Kerkhof met houten klokkentoren uit de 17e eeuw en klokken uit 1486, 1679 (Fridrich Michal Schönfeld) en 1734.

## Verkeer en vervoer

### Autowegen
Er leiden verschillende regionale wegen naar het dorp. Op een 2 km afstand van het dorp loopt weg I/7 Praag - Chomutov.

### Spoorlijnen
Er is geen spoorlijn of station in het dorp. Het dichtstbijzijnde station is Slaný, op 4 km afstand. Dat station ligt aan spoorlijn 110 Kralupy nad Vltavou - Louny.

### Buslijnen
Er zijn twee bushaltes in het dorp: Přelíc en Přelíc, Samota. Beide worden bediend door lijn 627 Slaný - Smečno van vervoerder ČSAD MHD Kladno (in opdracht van Arriva Střední Čechy).

## Geboren
- Jaroslav Jan Pála (1882-1963), burgemeester van Slaný[6]
- Erna Červená (1900-1985), actrice[7]

## Galerĳ

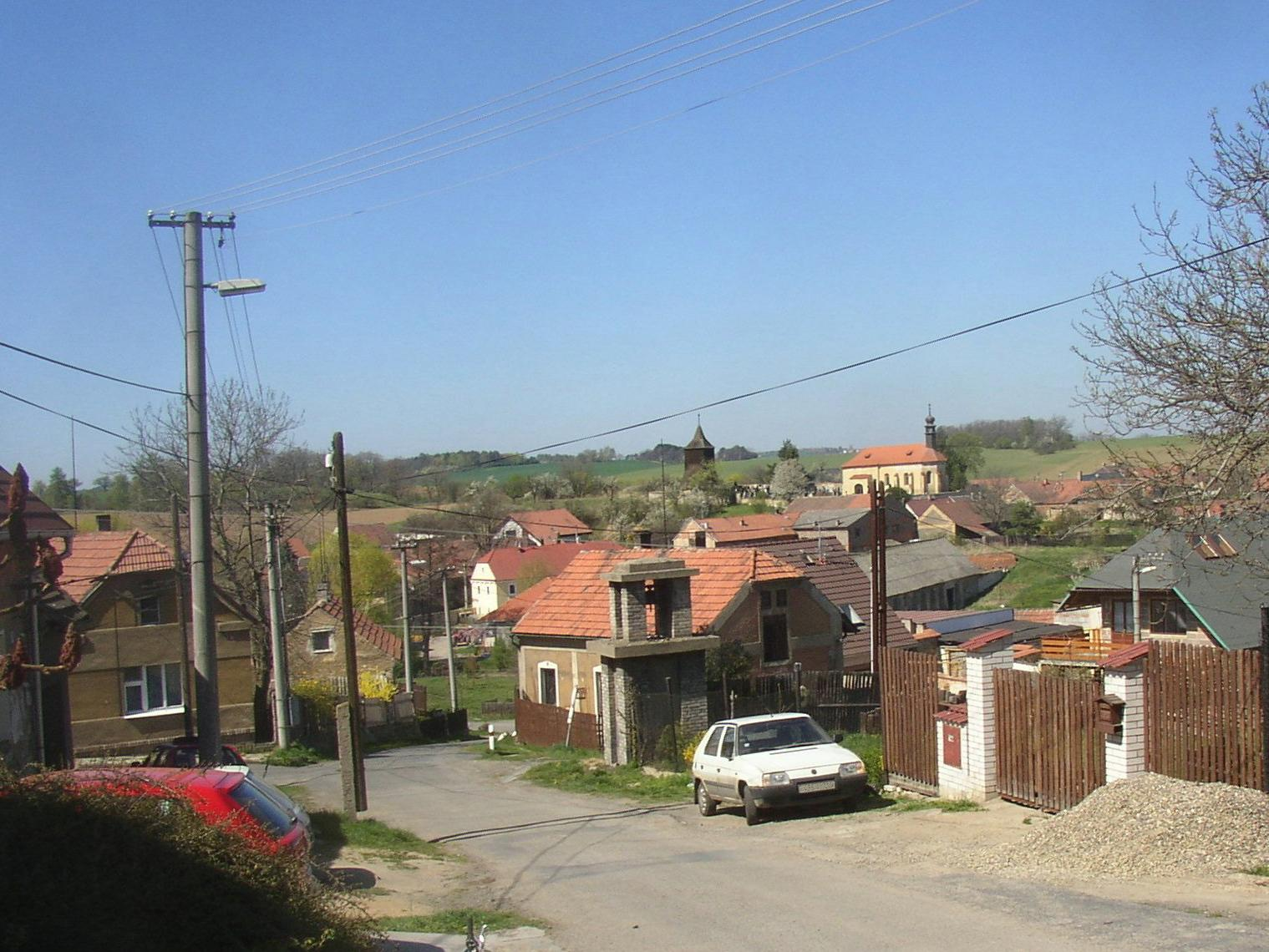
Straat in het zuidoosten van Přelíc
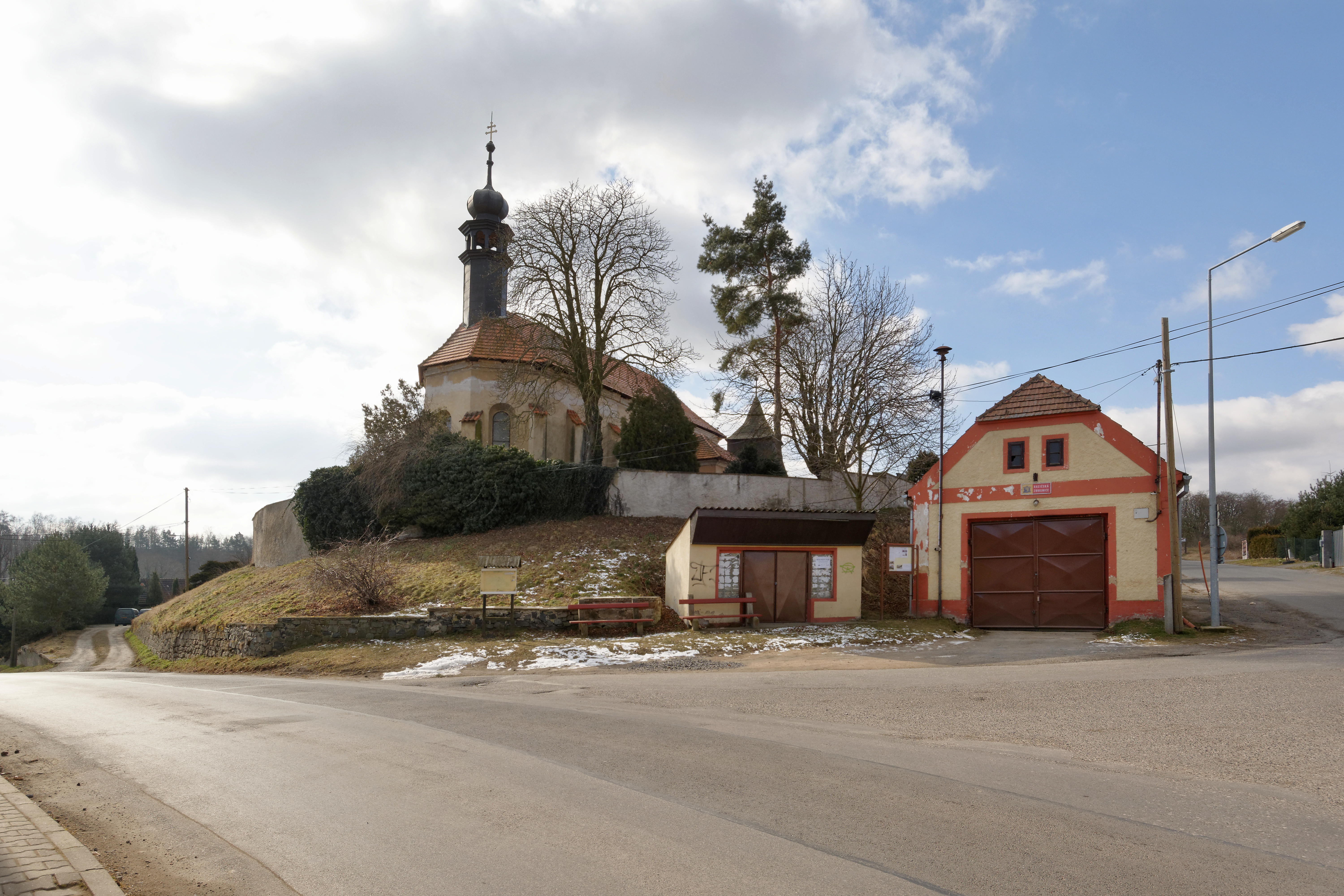
Heilige Petrus- en Pauluskerk op de heuvel (2018)
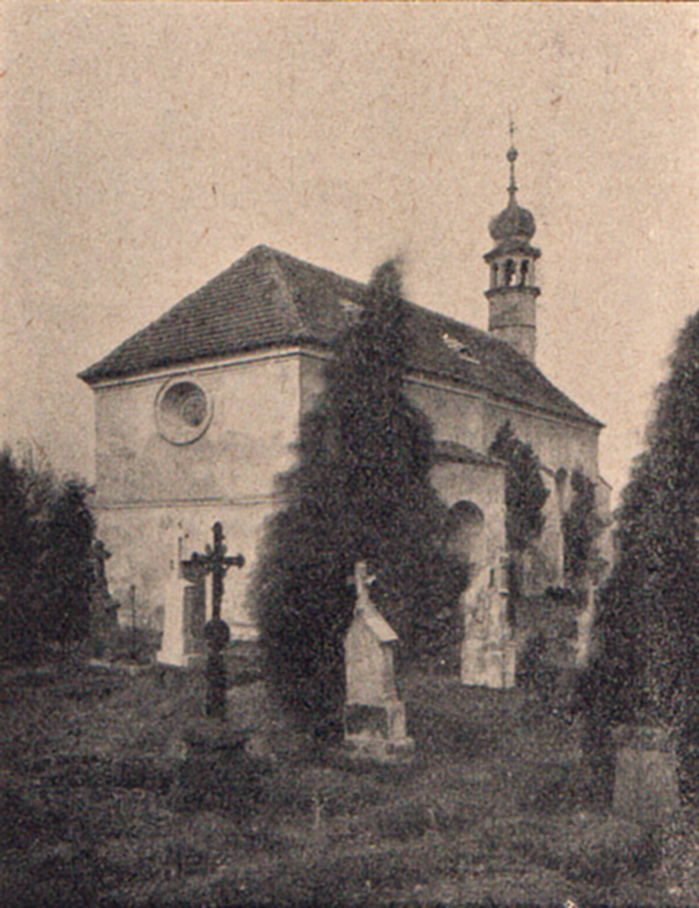
Heilige Petrus- en Pauluskerk op de heuvel (1913 - foto: František Duras)
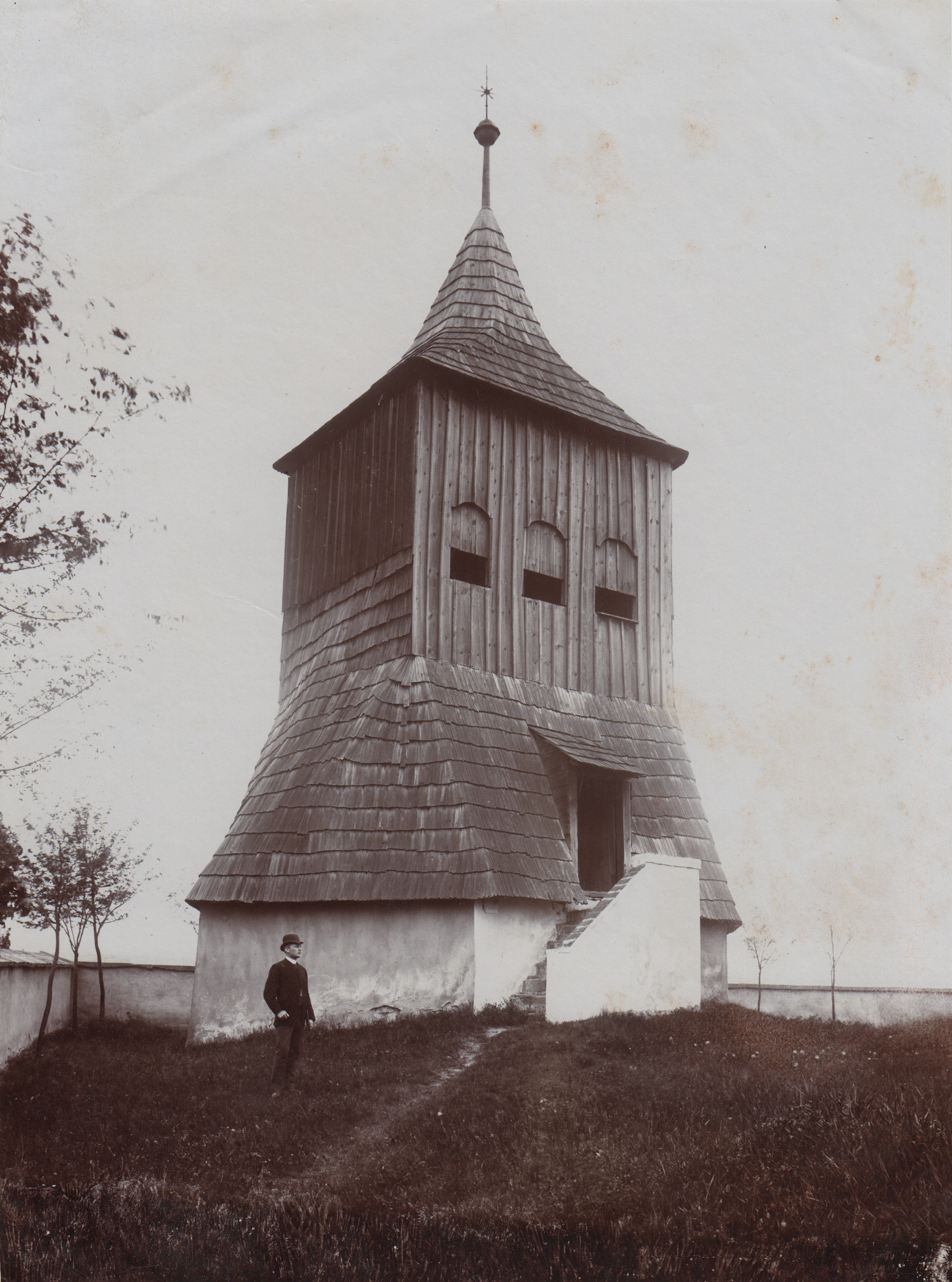
Houten klokkentoren op het kerkhof (foto: František Duras)